# Arthur Brand
Arthur Brand (Deventer, 1969) é um pesquisador holandês que concentra o seu trabalho no mundo da arte. Ele fez uma série de descobertas no campo da arte, recuperando obras de arte saqueadas e roubadas. Como a redescoberta da estátua romana do deus Baco em 2022 e a recuperação da obra O Jardim Paroquial de Nuenen de van Gogh em setembro de 2023.

## Biografia
Arthur Brand é mais conhecido como Indiana Jones da Arte, é um historiador e investigador de crimes de arte holandês que recuperou mais de 200 obras de arte.É por amor à arte que ele assume a recuperação da arte perdida como um interesse pessoal.
O interesse de Brand na recuperação da arte roubada começou quando ele era um estudante de intercâmbio no sul da Espanha. Ele conheceu alguns ciganos com os quais foi à caça de tesouros que resultaram na descoberta de três moedas de prata romanas. Ele se inspirou nessa jornada para começar a conduzir o trabalho de detetive por conta própria. Ele conduziu pesquisas através de jornais para aprender sobre obras de arte roubadas.
Entre outras obras, ele localizou um mosaico desaparecido de 1600 anos e uma representação bizantina de São Marcos que foi roubada quatro décadas antes. Ele também ajudou a recuperar a "Adolescência" de Salvador Dalí, durante a qual a CBS citou que "Ele é descrito como o Indiana Jones do mundo da arte". Outras obras recuperadas incluem "La Musicienne" de Tamara de Lempicka. Brand localizou várias pinturas que foram roubadas da cidade holandesa de Hoorn. Ele recuperou o anel de Oscar Wilde, e o !Buste de Femme" de Picasso foi devolvido a Universidade de Oxford. Ele escreveu 2 livros sobre suas recuperações (Hitler's Horses e Het verboden Judas-evangelie en de schat van Carchemish)e há uma série de documentários holandeses sobre suas recuperações, De Kunstdetective - em holandês.

## Publicações
Brand, Arthur, and Hedley-Prole. Hitler’s Horses. Zaltbommel-Netherlands, Netherlands, Van Haren Publishing, 2021.
Brand, Anton. Het Verboden Judas Evangelie En de Schat van Carchemish / Druk 1. Aspekt, 2006.